# Małe Wu Wu śpiewa wiersze ks. Jana Twardowskiego
Album Małe Wu Wu śpiewa wiersze ks. Jana Twardowskiego, to połączenie poezji ks. Jana Twardowskiego z muzyką skomponowaną przez członków zespołu Voo Voo.
Fragmenty opowiadań, dowcipne rymowanki i wiersze zostały zaadaptowane dla potrzeb piosenek i zaadresowane do najmłodszych słuchaczy.
Nagrania uzyskały status złotej płyty.

## Muzycy
Grają:
- muzycy zespołu Voo Voo w składzie:
  - Wojciech Waglewski – gitary, mandolina, śpiew, głos
  - Mateusz Pospieszalski – saksofony, instrumenty klawiszowe
  - Karim Martusewicz – kontrabas, gitara basowa, piła, cymbałki, syntezator basowy, instrumenty klawiszowe
  - Piotr "Stopa" Żyżelewicz – perkusja
- oraz
  - Antoni "Ziut" Gralak - trąbka, tuba
  - Bronisław Duży - puzon
  - Karol Pospieszalski - tuba
  - Piotr "Dziki" Chancewicz – instrumenty perkusyjne
  - Mikołaj Kubicki - trabka
  - Bartek "Boruta" Łęczycki - harmonijka ustna
  - kwartet smyczkowy: Grzegorz Lalek - I skrzypce, Anna Barszcz - II skrzypce, Roman Protasik - altówka, Patryk Rogoziński - wiolonczela

Śpiewają:
- Agnieszka Dacewicz
- Łukasz Filozof
- Gabrysia Gładyszewska
- Sasza Hairulin
- Tosia Hairulin
- Gosia Kosińska
- Mikołaj Kubicki
- Maeve Maleńczuk
- Ignaś Martusewicz
- Julcia Martusewicz
- Basia Pospieszalska
- Jasio Trebunia-Tutka
- Franek Żyżelewicz
- Zosia Żyżelewicz

## Lista utworów
| 1.  | Jak siebie samego                                         | 3:22  |
|     | - Jan Twardowski – słowa - Wojciech Waglewski – muzyka    |       |
| 2.  | Jeśli nie do końca                                        | 3:17  |
|     | - Jan Twardowski – słowa - Karim Martusewicz – muzyka     |       |
| 3.  | O świętym Mikołaju                                        | 3:02  |
|     | - Jan Twardowski – słowa - Mateusz Pospieszalski – muzyka |       |
| 4.  | Arka                                                      | 3:35  |
|     | - Jan Twardowski – słowa - Karim Martusewicz – muzyka     |       |
| 5.  | Kubek                                                     | 3:49  |
|     | - Jan Twardowski – słowa - Mateusz Pospieszalski – muzyka |       |
| 6.  | Żyć                                                       | 3:28  |
|     | - Jan Twardowski – słowa - Wojciech Waglewski – muzyka    |       |
| 7.  | Trudny wybór                                              | 4:18  |
|     | - Jan Twardowski – słowa - Mateusz Pospieszalski – muzyka |       |
| 8.  | Małe śpiewanie o księdzu Janie                            | 2:57  |
|     | - Jerzy Bielunas – słowa - Wojciech Waglewski – muzyka    |       |
| 9.  | Chleb                                                     | 2:43  |
|     | - Jan Twardowski – słowa - Karim Martusewicz – muzyka     |       |
| 10. | W klasie                                                  | 2:49  |
|     | - Jan Twardowski – słowa - Karim Martusewicz – muzyka     |       |
| 11. | O radości                                                 | 2:43  |
|     | - Jan Twardowski – słowa - Wojciech Waglewski – muzyka    |       |
| 12. | Rozmyślania wujka po świętach                             | 3:55  |
|     | - Jan Twardowski – słowa - Mateusz Pospieszalski – muzyka |       |
| 13. | Anioł Stróż góralski                                      | 3:12  |
|     | - Jan Twardowski – słowa - Wojciech Waglewski – muzyka    |       |
|     |                                                           | 43:10 |
|     |                                                           |       |

## Single
- Kubek